# Angel Has Fallen
Angel Has Fallen är en amerikansk actionfilm från 2019 regisserad av Ric Roman Waugh. Den är en uppföljare till såväl Olympus Has Fallen från 2013 som London Has Fallen från 2016. Bland andra Gerard Butler, Morgan Freeman och Danny Huston medverkar i filmen.

## Handling
Den amerikanska presidenten Allan Trumbull utsätts för ett attentat där en drönarsvärm försöker döda honom. Secret Service-agenten Mike Banning och presidenten är de enda som överlever attentatet där flera andra Secret Service-agenter dödas och Mike Banning blir oskyldigt anklagad för att vara ansvarig för attentatet. Mike Banning flyr undan FBI och försöker rentvå sig själv samt ta reda på vem som egentligen ligger bakom attentatet.

## Rollista (i urval)
| - Gerard Butler – Mike Banning - Frederick Schmidt – Travis Cole - Danny Huston – Wade Jennings - Rocci Williams – Bruno - Piper Perabo – Leah Banning - Harry Ditson – Neurolog - Linda John-Pierre – Receptionist - Lance Reddick – David Gentry - Ori Pfeffer – Agent Murphy | - Morgan Freeman – President Trumbull - Jasmine Hyde – CNN Reporter - Ian Porter – Fox Reporter - Laurel Lefkow – MSNBC Reporter - Michael Landes – Sam Wilcox - Mark Arnold – James Haskell - Tim Blake Nelson – Martin Kirby - Nick Nolte – Clay Banning - Jada Pinkett Smith – Helen Thompson |